# Berlínská letiště

Letiště v Berlína, včetně těch uzavřených

Berlín má v současné době (od roku 2020) jedno mezinárodní letiště pro civilní dopravu, a to Berlín-Braniborsko. V době rozděleného města zde existovala celkem 4 letiště (až do roku 1995), z toho tři v západních sektorech města a jedno na území NDR. Od roku 2008 byla v Berlíně 2 letiště.
Jednalo  se o následující letiště, která byla pojmenována podle městských čtvrtí, resp. obcí, kde se nacházela:
Letiště Berlín-Tempelhof, kód IATA: THF
- postaveno v roce 1922, provoz v letech 1923–1975 a od roku 1985, uzavřeno v roce 2008
- kapacita cca 1,5 milionu cestujících za rok, přepraveno 540 000 cestujících za rok (2005)
- v bývalém americkém sektoru města, částečně vojenské letiště (USAF)

Letiště Berlín-Tegel, kód IATA: TXL
- postaveno v roce 1948, pravidelná civilní doprava od roku 1960, uzavřeno 2020
- kapacita 9,5 milionu cestujících, přepraveno 11,5 milionu cestujících za rok (2005)
- v bývalém francouzském sektoru města, částečně vojenské letiště (francouzské letectvo)

Letiště Berlín-Schönefeld, kód IATA: SXF
- provoz od roku 1946
- přepraveno cca 5 milionu cestujících za rok, kapacita v roce 2011 až do 25 milionů
- leží mimo hranice Berlína (dříve na území sovětské okupační zóny, resp. NDR), částečně vojenské letiště
- terminál slouží jako Terminál 5 letiště Brandenburg, měl být v provozu do roku 2030, ale z důvodu pandemie covidu-19 byl uzavřen už v únoru 2021 a je pravděpodobné, že se již neotevře.[1][2]

Letiště Berlín-Gatow, bez kódu IATA
- postaveno v roce 1935, osobní přeprava omezeně jen v letech 1946 až 1950, v roce 1995 uzavřeno
- po roce 1950 civilní užití jen příležitostně při návštěvách britského královského dvora v Berlíně
- v bývalém anglickém sektoru města, převážně vojenské letiště (RAF)

Letiště Berlín-Braniborsko, kód IATA: BER
- otevřeno v říjnu 2020, je to rozšířené letiště Schönefeld

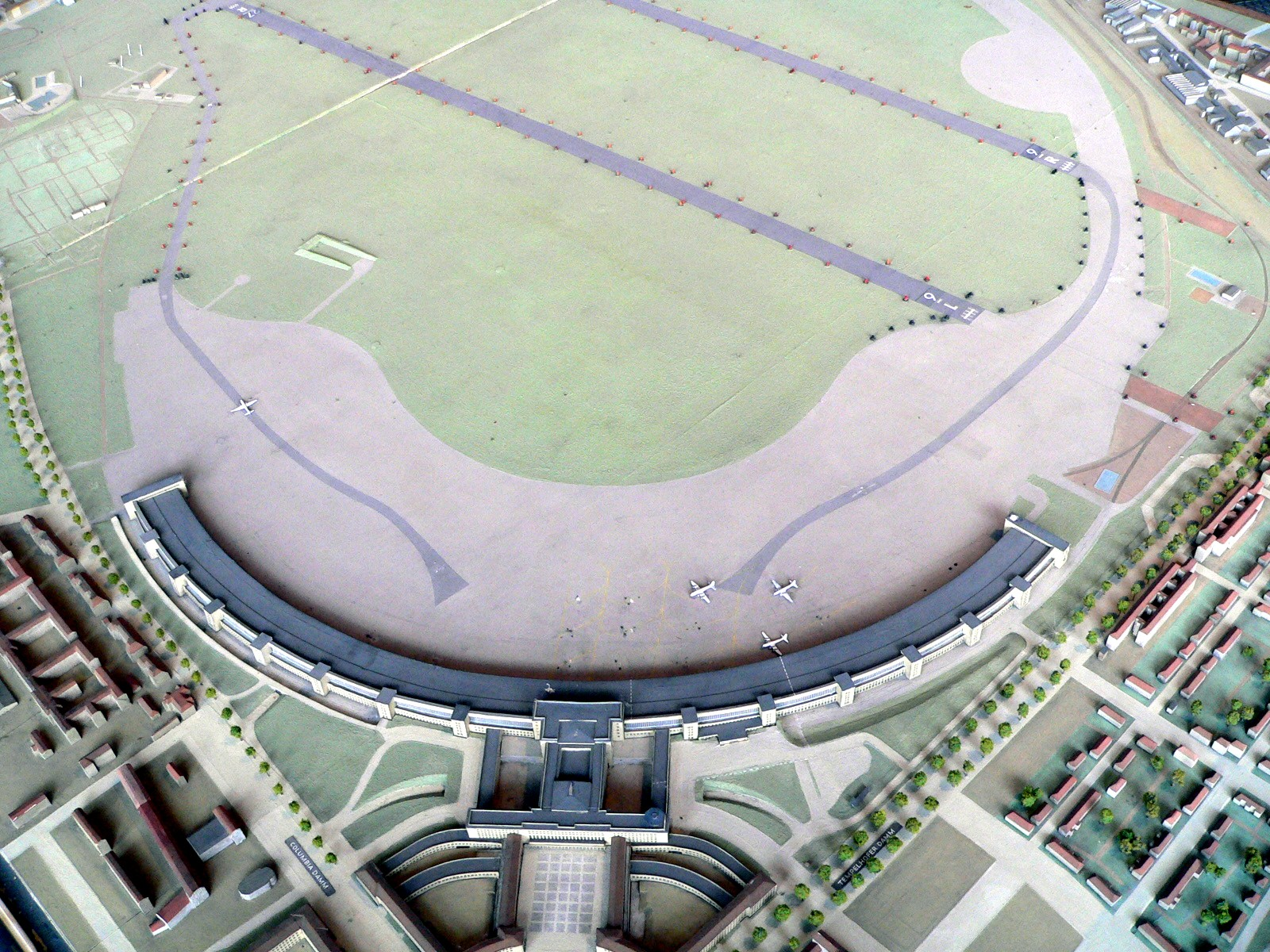
Berlín-Tempelhof
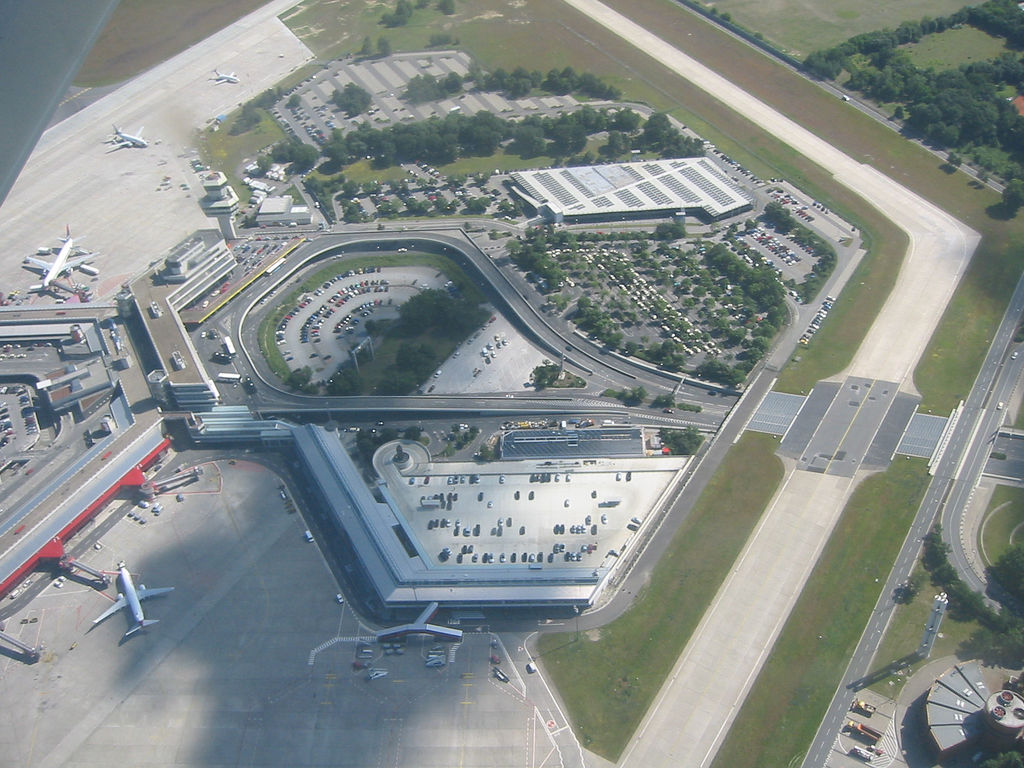
Berlín-Tegel
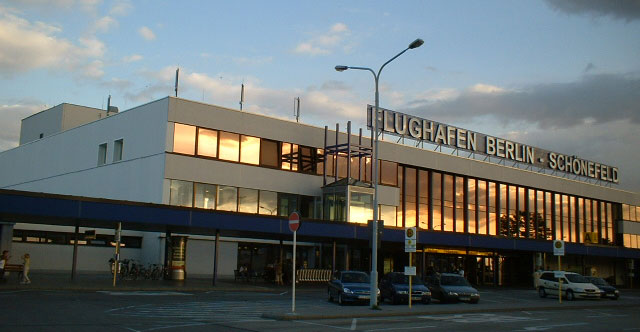
Berlín-Schönefeld
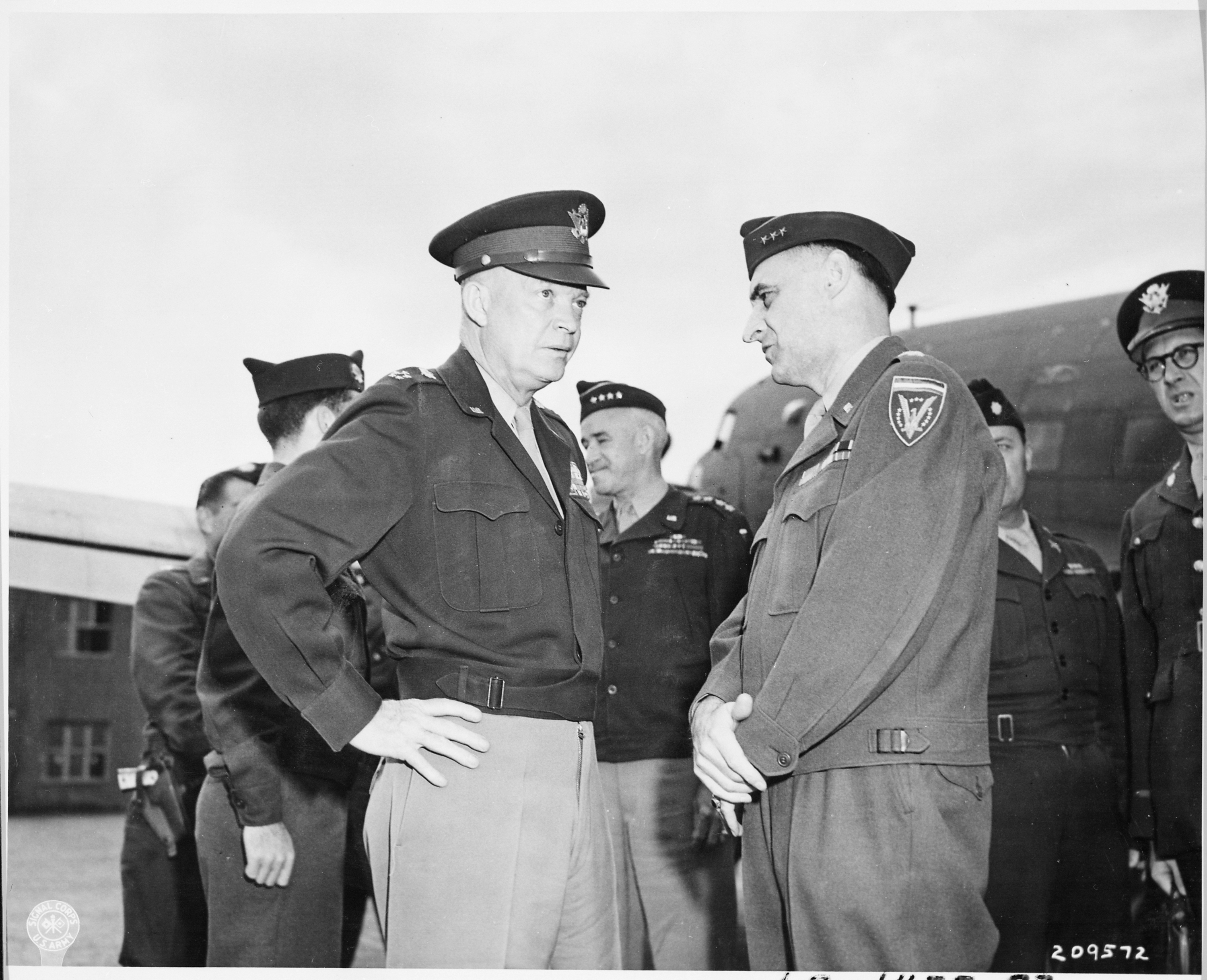
Generál Eisenhower a generál Clay na letišti RAF Gatow během postupimské konference v roce 1945

## Srovnání
Tři z celkem (dříve) čtyř berlínských letišť se nacházela na území města samotného, letiště Schönefeld, které jako jediné zůstalo, leží těsně za jižní hranici města; toto letiště bylo dříve jediným letištěm pro Východní Berlín. Ostatní tři letiště se nacházela na území tří bývalých západních sektorů města (to znamená, že každý ze čtyř sektorů města měl své vlastní letiště). Z letiště Gatow, nejmenšího ze všech čtyř, se osobní doprava konala jen omezeně v letech 1946 až 1950.
Letiště Berlín-Tegel bylo vybudováno roku 1948 během pouhých dvou měsíců, protože dosavadní letiště Tempelhof velice rychle narazilo na vrchní hranici svých kapacit; materiál na jeho výstavbu byl do Berlína částečně transportován leteckým mostem během berlínské blokády, což byl i důvod pro urychlenou výstavbu. V roce 2020 bylo uzavřeno z důvodu dokončení letiště Brandenburg
Po uzavření letiště Gatow roku 1995 je doprava obstarávána ze zbývajících tří letišť (přičemž letiště Tempelhof, ležící v centru města, bylo v letech 1975–1985 uzavřeno). Počítalo se s uzavřením letiště Tempelhof roku 2007, s výstavbou budoucího centrálního letiště Schönefeld a po dokončení tohoto velkoletiště s uzavřením letiště Tegel.
Tyto plány však byly v minulosti již často měněny, nejen v důsledku protestů občanských iniciativ (v případě letiště Tempelhof a Schönefeld), ale částečně i v důsledku ne zcela konsekventního plánování. Jejich protesty proti letišti Schönefeld měly však větší důsledky – vychází se z toho, že dokončení tohoto letiště bylo v důsledku námitek a soudních sporů o ně posunuto o několik let.
Občanské iniciativy měly vliv zejména na plány letiště Tempelhof a Schönefeld. Jejich snahy nechat uzavřít letiště Tempelhof nalezly podporu i ze strany berlínského senátu, zejména v otázce omezení hluku a bezpečnosti (letiště se nachází téměř v centru města). Letiště Tempelhof bylo nakonec uzavřeno v roce 2008.
V případě výstavby (a tedy rozšíření současného letiště) Schönefeldu dlouhou dobu probíhala jednání s nejasným výsledkem mezi spolkovými zeměmi Berlín a Braniborsko (letiště leží na území této země), dodnes není vyjasněno napojení letiště na městskou hromadnou dopravu. Nové letiště nazvané Berlín-Braniborsko bylo otevřeno s velkým zpožděním v roce 2020. S tím také souviselo uzavření letiště Tegel a převedení terminálu Schönefeld pod letiště Brandenburg.